# Abidama scutellata
Abidama scutellata är en insektsart som beskrevs av William Lucas Distant 1916. Abidama scutellata ingår i släktet Abidama och familjen spottstritar. Inga underarter finns listade i Catalogue of Life.